# Chupaderos, Zacatecas
Chupaderos är en ort i Mexiko.   Den ligger i kommunen General Francisco R. Murguía och delstaten Zacatecas, i den centrala delen av landet, 600 km nordväst om huvudstaden Mexico City. Chupaderos ligger 1 865 meter över havet och antalet invånare är 178.
Terrängen runt Chupaderos är huvudsakligen platt, men norrut är den kuperad. Terrängen runt Chupaderos sluttar österut. Runt Chupaderos är det mycket glesbefolkat, med 3 invånare per kvadratkilometer. Närmaste större samhälle är Nieves, 10,4 km sydväst om Chupaderos. Omgivningarna runt Chupaderos är i huvudsak ett öppet busklandskap.